# Paralepyroniella lineata
Paralepyroniella lineata är en insektsart som först beskrevs av Victor Lallemand 1950.  Paralepyroniella lineata ingår i släktet Paralepyroniella och familjen spottstritar. Inga underarter finns listade i Catalogue of Life.